# Davy Bulthuis
Davy Bulthuis (Purmerend, 28 giugno 1990) è un calciatore olandese, difensore del Rood-Wit Zaanstad.

## Carriera
Ha esordito con l'Utrecht in Eredivisie nella stagione 2010-2011.

## Palmarès

### Competizioni internazionali
- AFC Champions League: 1

Ulsan Hyundai: 2020